# SN 2007da
SN 2007da – supernowa typu Ia odkryta 4 kwietnia 2007 roku w galaktyce A110505+0838. W momencie odkrycia miała maksymalną jasność 19,70m.